# Psoralea simplex
Psoralea simplex är en ärtväxtart som beskrevs av John Torrey och Asa Gray. Psoralea simplex ingår i släktet Psoralea och familjen ärtväxter. Inga underarter finns listade i Catalogue of Life.